# Haas VF-24
A Haas VF-24 egy Formula–1-es versenyautó, amelyet a Haas F1 Team tervezett és versenyeztetett a 2024-es Formula–1 világbajnokság során. Pilótái Kevin Magnussen és Nico Hülkenberg voltak, két futam erejéig, valamint egyes szabadedzéseken pedig Oliver Bearman is vezethette az autót.

## Az idény
Az előző évhez képest, amikor a csapat az utolsó helyen végzett a bajnokságban, jelentősen jobban szerepeltek. Különösen igaz volt ez Hülkenberg teljesítményére, aki az időmérő edzéseken is jó eredményt nyújtott és alkalomszerűen ugyan, de gyűjtögette a pontokat. Monacóban már a rajt után mindkét Haas kiesett egy csúnya balesetben, amelyet Magnussen okozott. Az osztrák nagydíjon megismételték a két évvel korábbi eredményüket egy hatodik és egy nyolcadik hellyel.
Magnussennek egész évben meggyűlt a baja a versenybírákkal, ugyanis számos büntetőpontot gyűjtött be különféle manőverekért. Az olasz nagydíjat követően összegyűlt az a 12 büntetőpontja, amely automatikus eltiltással járt együtt, ezért a helyére az az Oliver Bearman ugrott be, aki a csapat tesztpilótája volt, a következő évben a csapat állandó versenyzője, illetve egy futamot már teljesített a Ferrari színeiben is. Bearman a futamon pontot is szerzett, így ő lett a Formula–1 történetének első pilótája, aki a debütáló évében két különböző csapattal is végrehajtotta ezt.
Bearman másodszor is beugrott Magnussen helyett, amikor ő Brazíliában nem érezte jól magát, ezért visszalépett. Erről a versenyről Hülkenberget kizárták, miután kicsúszott és a pályabírók segítették őt vissza a pályára, ami tiltott volt - ilyenre utoljára 2007-ben került sor. A szezonzáró futamon Magnussen révén egy leggyorsabb kört is szerzett a csapat.

## Eredmények
| Év   | Csapat                 | Motor          | Gumik | Pilóták         | Futamok | Futamok | Futamok | Futamok | Futamok | Futamok | Futamok | Futamok | Futamok | Futamok | Futamok | Futamok | Futamok | Futamok | Futamok | Futamok | Futamok | Futamok | Futamok | Futamok | Futamok | Futamok | Futamok | Futamok | Pontok | Helyezés |
| Év   | Csapat                 | Motor          | Gumik | Pilóták         | BHR     | SAU     | AUS     | JPN     | CHN     | MIA     | EMI     | MON     | CAN     | ESP     | AUT     | GBR     | HUN     | BEL     | NED     | ITA     | AZE     | SIN     | USA     | MXC     | SAP     | LVG     | QAT     | ABU     | Pontok | Helyezés |
| ---- | ---------------------- | -------------- | ----- | --------------- | ------- | ------- | ------- | ------- | ------- | ------- | ------- | ------- | ------- | ------- | ------- | ------- | ------- | ------- | ------- | ------- | ------- | ------- | ------- | ------- | ------- | ------- | ------- | ------- | ------ | -------- |
| 2024 | MoneyGram Haas F1 Team | Ferrari 066/10 | P     | Kevin Magnussen | 12      | 12      | 10      | 13      | 16      | 19      | 12      | KI      | 12      | 17      | 8       | 12      | 15      | 14      | 18      | 10      |         | 19†     | 11 7    | 7       | VL      | 12      | 9       | 16      | 58     | 7.       |
| 2024 | MoneyGram Haas F1 Team | Ferrari 066/10 | P     | Nico Hülkenberg | 16      | 10      | 9       | 11      | 10      | 11 7    | 11      | KI      | 11      | 11      | 6       | 6       | 13      | 18      | 11      | 17      | 11      | 9       | 8 8     | 9       | KIZ     | 8       | KI 7    | 8       | 58     | 7.       |
| 2024 | MoneyGram Haas F1 Team | Ferrari 066/10 | P     | Oliver Bearman  |         |         |         |         |         |         |         |         |         |         |         |         |         |         |         |         | 10      |         |         |         | 12      |         |         |         | 58     | 7.       |

Kis számmal jelölve a sprintfutamokon elért helyezések, amennyiben azok pontszerzéssel jártak együtt.
† - nem fejezte be a futamot, de rangsorolták, mert teljesítette a versenytáv 90 százalékát
Hülkenberg a miami és katari sprintfutamon 2, az amerikain 1 pontot szerzett.
Magnussen az amerikai sprintfutamon 2 pontot szerzett.